# Kościół św. Karola Boromeusza we Wrocławiu
Kościół św. Karola Boromeusza we Wrocławiu został zbudowany w latach 1911–1913 według projektu architekta J. Maasa w trójkącie pomiędzy Gabitzstraße (ulicą Gajowicką), Charlottenstraße (Kruczą) i Herderstraße (Grochową).

## Historia
Kościół powstał w związku z przybywającą liczbą parafian w byłych wsiach, a od 1868 nowych wrocławskich osiedlach: Höfchen (Dworek) i Gabitz (Gajowice). Katoliccy mieszkańcy tych wsi aż do późnych lat XIX wieku należeli do odległej parafii przy kościele Najświętszej Marii Panny na Wyspie Piasek; dopiero w 1892 przy klasztorze boromeuszek trzebnickich, mieszczącym się przy dzisiejszej ul. Stysia zbudowano na potrzeby mieszkańców obu osiedli kaplicę katolicką (przetrwała ona do lat 70. XX wieku, kiedy zbudowano tam nowy kościół św. Ignacego Loyoli). Wezwanie św. Karola Boromeusza przeniesiono na nowy kościół.
Podczas oblężenia Festung Breslau w 1945 niemieccy obrońcy urządzili w kościele punkt oporu, korzystając z ułatwiającej obserwację przedpola wieży i solidnej konstrukcji budowli. Decyzję podjął dowódca obrony twierdzy, generał Hans von Ahlfen. Ksiądz Paul Peikert z parafii św. Maurycego, zapisał w swoim dzienniku pod datą 22 lutego 1945:
Jest to ten sam generał, na którego rozkaz kościół św. Karola [Boromeusza] przebudowuje się na warownię i który na interpelację dyrektora Caritasu, Zinkego, pertraktującego z nim z polecenia kanonika kapitulnego Kramera w sprawie profanacji kościoła, oświadczył, że w razie konieczności każe przekształcić każdy kościół
pięć dni później:
Kościół św. Karola, który przekształcono w twierdzę, jest doszczętnie zburzony. Była to budowla neoromańska ... okazały, reprezentacyjny gmach
Proboszczowi kościoła św. Karola nakazano opuszczenie kościoła (przeniósł się wraz z innymi osobami w piwnicach pobliskiej kaplicy przy dzisiejszej ul. Stysia, od 1923 mającej nowego patrona – św. Ignacego Loyolę). Z relacji polskich księży, którzy się tam schronili wynika, że bombardowania i ostrzał kościoła był bardzo poważny i spodziewano się – tak jak to oceniał i opisał ks. Peikert – iż został zrównany z ziemią. W istocie uszkodzenia kościoła były jednak nieco mniejsze, sięgnęły 50%. Największych szkód kościół doznał od kilkunastu bomb burzących, które zrujnowały dach i więźbę dachową, trzy wieże, zakrystię i organy.
Początkowo, bezpośrednio po wojnie, poważnie rozważano jego rozbiórkę. Pomysł ten wydawał się tym bardziej uzasadniony, że w tym czasie praktycznie całe Gajowice, jak i sąsiadujące z nimi osiedla Dworek i Południe zamienione były w morze ruin i tylko nieliczne z tutejszych budynków nadawały się do zamieszkania. Nie odczuwało się więc potrzeby odbudowywania kościoła, skoro jeszcze w 1952 roku oceniano, że w granicach parafii mieszka jedynie 200 wiernych. Przez pierwsze lata po wojnie resztki wyposażenia były systematycznie szabrowane i dewastowane; władze kościelne także zezwoliły wrocławskim księżom na demontaż wyposażenia w celu przeniesienia do innych obiektów sakralnych na terenie miasta. Przez pewien czas rozważano możliwość urządzenia tu kościoła garnizonowego (w pobliżu znajdują się do dziś obiekty koszarowe i sztabowe), wreszcie w 1947 odbudowę podjęli franciszkanie; w roku 1950 wznowiono tu (początkowo w bocznej kaplicy) nabożeństwa, w 1951 zakończono naprawę dachu, oszklono okna, wyremontowano wieżę główną i dwie boczne. W latach 1985–1987 przeprowadzono kolejny duży remont, zaopatrując dach i wieże w pokrycie z blachy miedzianej. 

## Architektura
Kościół nawiązuje swoją neoromańską bryłą do architektury Nadrenii, a wnętrzem do śląskiego gotyku. Halowa, trójnawowa konstrukcja wykonana jest z kamienia ciosowego, po zachodniej stronie (przy Gajowickiej) góruje nad nim czworoboczna wieża, a całość wzbogacają cztery narożne wieżyczki. We wnętrzu zastosowano sklepienie krzyżowo-żebrowe podparte na ośmiu filarach.
Pod prezbiterium kościoła znajduje się kaplica ze względu na kształt nazwana „Porcjunkulą” – od 3 maja 1993 Sanktuarium Matki Bożej Łaskawej. Trzymany jest tutaj słynący łaskami Obraz Matki Bożej Łaskawej Patronki Małżeństwa i Rodzin koronowany 11 września 1994 r., za zezwoleniem papieża Jana Pawła II, kard. Antoni Maria Javierre Ortas, prefekt Kongregacji Kultu Bożego i Dyscypliny Sakramentów, wraz z kard. Henrykiem Gulbinowiczem, dokonał koronacji obrazu koronami papieskimi, uznając go w ten sposób za cudowny.

## Organy
Na początku organy znajdowały się w Kościele Ewangelickim w Strzegomiu. Gdy w 1957 roku przestał pełnić swoją funkcję i popadał w ruinę organy zostały zabrane do Wrocławia i zmontowane w kościele św. Karola Boromeusza
Organy te od wielu lat były w coraz gorszym stanie. Dopiero w roku 2008 firma Chrobaków przeprowadziła remont. Oprócz prac czysto remontowych zmieniono dyspozycję, a kontuar wstawiono w cokół XVIII barokowej szafy organowej.

## Dzwony
Poprzedni zestaw 3 dzwonów datowany jest na 1912 rok. Poświęcone były Św. Karolowi, Św. Jerzemu i Matce Bożej. Obecnie na wieży wiszą trzy dzwony z 1966 roku. Znajdują się na niej także pozostałości po starych dzwonach, które uległy rekwizycji w czasach wojennych.

## Galeria

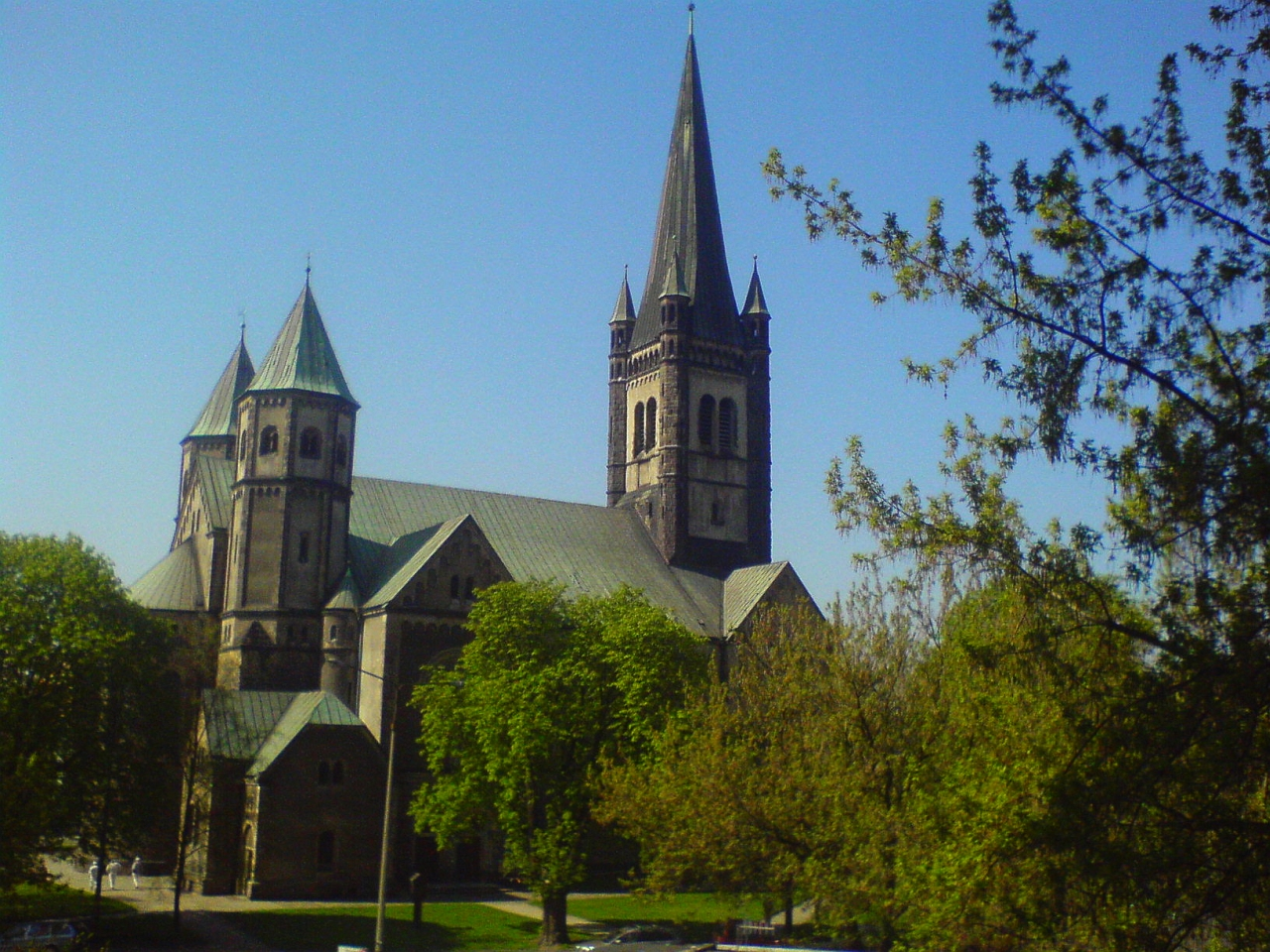
Widok od północnego wschodu
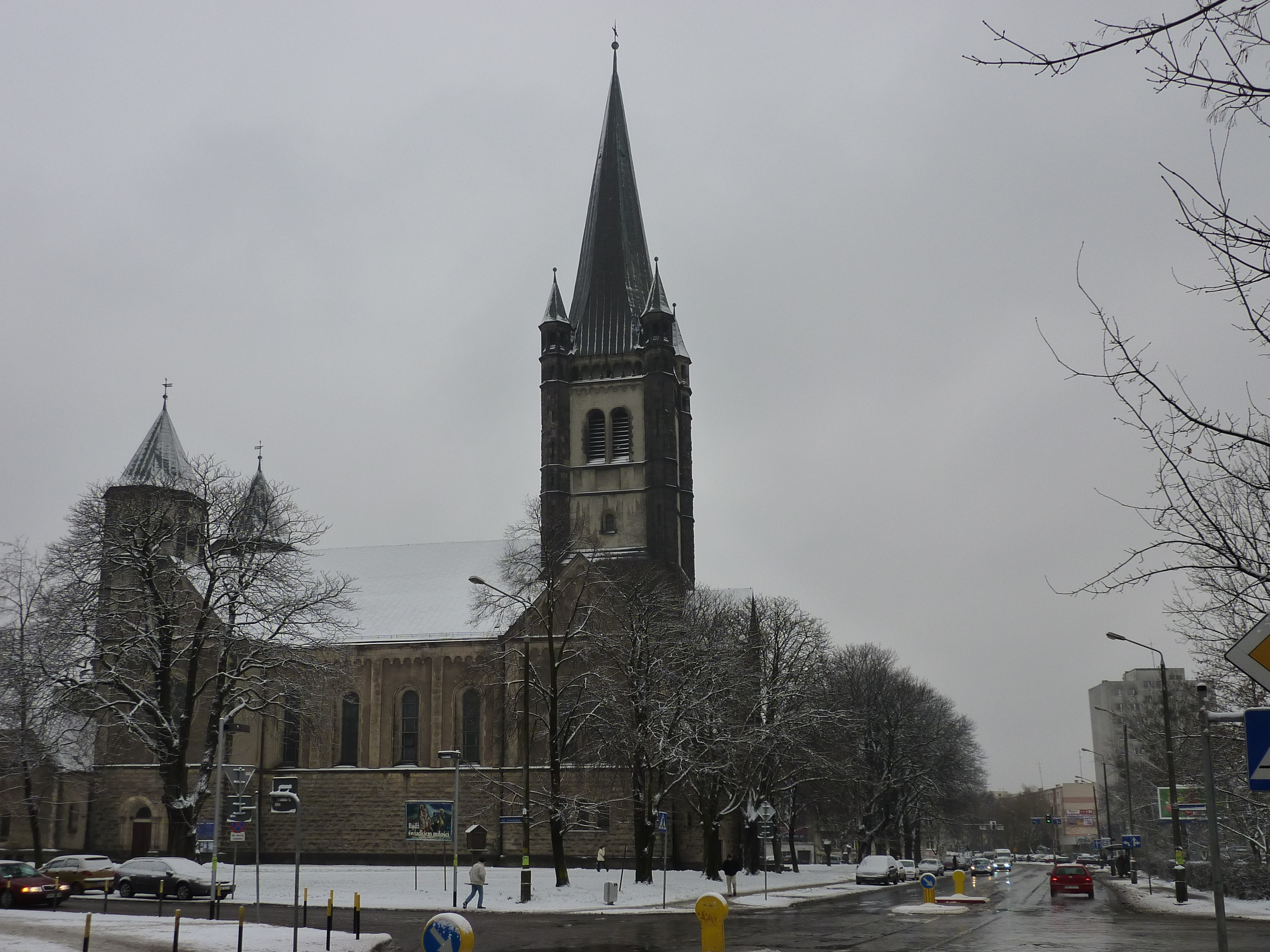
Widok od ulicy Gajowickiej
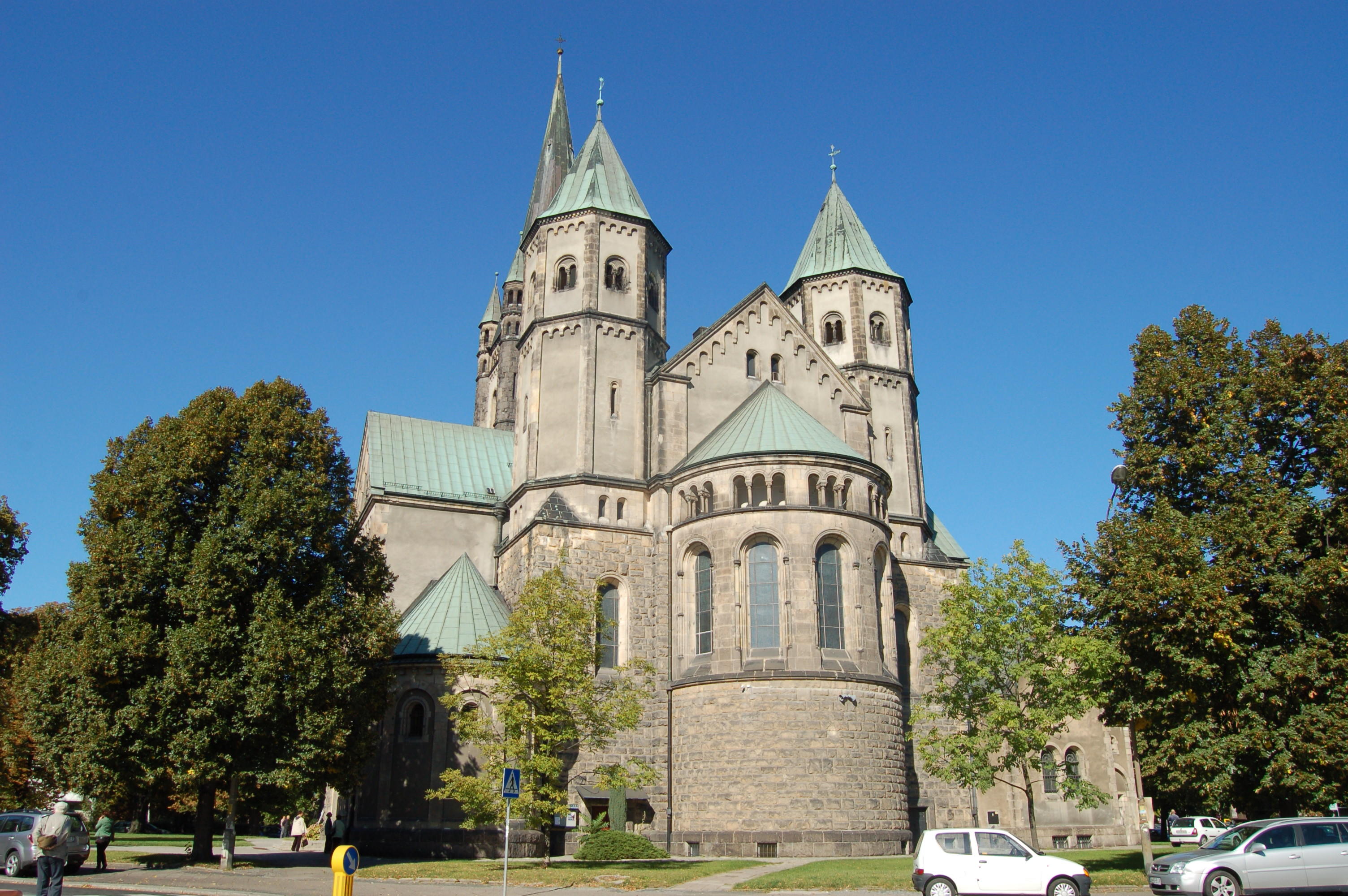
Widok od wschodu (ul. Krucza)
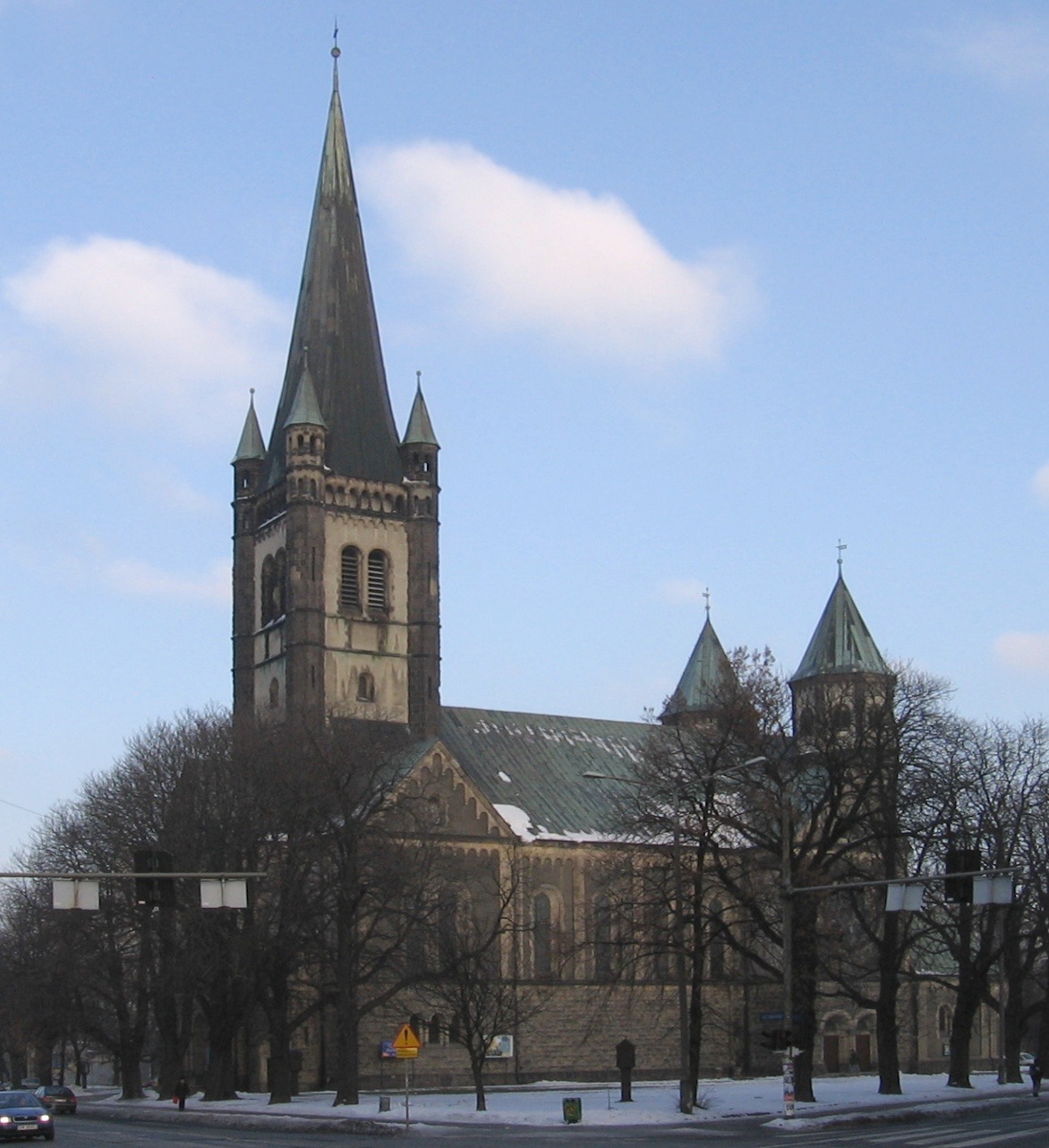
Widok od południowego zachodu (róg ul. Gajowicka i ul. Krucza)